# Georgeta Diniș-Vârtic
Georgeta Teodora Diniș-Vârtic (n. 2 iulie 1981, în Bistrița) este o handbalistă română care joacă pentru clubul CSU Oradea pe postul de pivot. Vârtic a fost componentă a echipei naționale a României care s-a clasat pe locul 10 la Campionatul Mondial din 2003, desfășurat în Croația.

## Biografie
Născută la Bistrița, Georgeta Vârtic a început să joace handbal la Liceul cu Program Sportiv din orașul natal. În 2002, ea a ajuns la Uni Ursus Cluj, echipă pentru care a jucat până în 2004, când s-a transferat în Germania, la 1. FC Nürnberg. Cu echipa din Nürnberg, unde a fost antrenată și de Herbert Müller, Vârtic a câștigat, în 2005, Cupa și Campionatul Germaniei.
Pe 17 martie 2007, Georgeta Diniș-Vârtic a revenit în România, semnând un contract cu clubul HCM Baia Mare, pentru care a evoluat apoi timp de două sezoane. După ce a mai jucat la Rulmentul Brașov și CSM Cetate Deva, Diniș-Vârtic a semnat, în vara anului 2010, un contract pentru doi ani cu echipa poloneză Vistal Łączpol Gdynia. Împreună cu formația din Gdynia, handbalista a câștigat campionatul Poloniei în 2012 și a jucat finala Cupei Poloniei în 2011. 
În februarie 2013, Georgeta Diniș-Vârtic a revenit la echipa românească HCM Baia Mare, după ce a semnat un contract pentru un an și jumătate. Alături de clubul băimărean, Diniș-Vârtic a câștigat Liga Națională în 2014, Cupa României în 2013 și 2014, Supercupa României în 2013 și a ajuns până în grupele principale ale Ligii Campionilor EHF 2014-2015.
La sfârșitul sezonului 2014–2015, Georgeta Diniș-Vârtic s-a transferat la CSM Bistrița, echipă aflată în acea vreme în Divizia A. Diniș-Vârtic a jucat un sezon la CSM Bistrița, cu care a promovat în Liga Națională, dar nu a continuat cu echipa bistrițeană. Din vara anului 2017, ea evoluează pentru CSU Oradea.
Georgeta Diniș-Vârtic împreună cu soțul ei, fostul rugbist Cristian Diniș-Vârtic și Răzvan Cerceja au pus bazele clubului de handbal ACS Impact Bistrița.

## Palmares
- Liga Națională:
  -  Câștigătoare: 2014
  -  Medalie de argint: 2013, 2015

- Cupa României:
  -  Câștigătoare: 2013, 2014

- Supercupa României:
  -  Câștigătoare: 2013

- Campionatul Poloniei:
  -  Câștigătoare: 2012
  -  Medalie de bronz: 2011

- Cupa Poloniei:
  -  Finalistă: 2011

- Campionatul Germaniei:
  -  Câștigătoare: 2005

- Cupa Germaniei:
  -  Câștigătoare: 2005

- Campionatul European pentru Tineret:
  -  Medalie de aur: 2000

- Campionatul Mondial Universitar:
  -  Medalie de bronz: 2008